# درخش‌بینی
احساس درخشش نور به علت تحریک شبکیهٔ چشم را درخش‌بینی (photopsia, photopsy) می‌گویند.
بیمار در غیاب منبع نوری، برای جزئی از ثانیه در میدان بینایی خود احساس وجود نور، نوار نورانی یا جرقه می‌کند، که علامت شایع ارتباط غیرطبیعی بین شبکیه و زجاجیه می‌باشد. بیمار معمولاً می‌تواند به بخشی از میدان بینایی که جرقه‌های نورانی در آن دیده می‌شود، اشاره نماید. این نور فرضی نشانهٔ آگاهی مغز از کشش فیزیکی می‌باشد، که زجاجیهٔ غیرطبیعی بر قسمت حسی شبکیه وارد می‌نماید.
درخش‌بینی بیشتر با جداشدگی پسین زجاجیه، میگرن با هاله، جداشدگی شبکیه، و انفارکتوس لوب پس‌سری مرتبط است.